# 林德贝格
林德贝格是德国巴伐利亚州的一个市镇。总面积108.85平方公里，总人口2388人，其中男性1189人，女性1199人（2011年12月31日），人口密度22人/平方公里。